# Cena Paula Loicqa
Cena Paula Loicqa je  ocenění každoročně  udělované Mezinárodní hokejovou federací (IIHF) osobě, která mimořádným způsobem přispěla světovému hokeji a mezinárodní federaci. Je pojmenovaná po Paulu Loicqovi, bývalému prezidentovi IIHF z let 1922 až 1947. Hokejová federace ji uděluje  od  roku 1998 během  ceremoniálu, při němž jsou jmenování noví členové Síně slávy IIHF. 

## Seznam držitelů ocenění
| Rok       | Držitel                   | Národnost              |
| --------- | ------------------------- | ---------------------- |
| 1998      | Wolf-Dieter Montag        | Německo                |
| 1999      | Roman Neumayer            | Německo                |
| 2000      | Vsevolod Kukuškin         | Rusko                  |
| 2001      | Isao Kataoka              | Japonsko               |
| 2002      | Pat Marsh                 | Velká Británie         |
| 2003      | George Nagobads           | Spojené státy americké |
| 2004      | Aggie Kukulowicz          | Kanada                 |
| 2005      | Rita Hrbacek              | Rakousko               |
| 2006      | Bo Tovland                | Švédsko                |
| 2007      | Bob Nadin                 | Kanada                 |
| 2008      | Juraj Okoličány           | Slovensko              |
| 2009      | Harald Griebel            | Německo                |
| 2010      | Lou Vairo                 | Spojené státy americké |
| 2011      | Jurij Koroljev            | Rusko                  |
| 2012      | Kent Angus                | kanada                 |
| 2013      | Gord Miller               | Kanada                 |
| 2014      | Mark Aubry                | Kanada                 |
| 2015      | Monique Scheier-Schneider | Lucembursko            |
| 2016      | Nikolaj Ozerov            | Rusko                  |
| 2017      | Patrick Francheterre      | Francie                |
| 2018      | Kirovs Lipmans            | Lotyšsko               |
| 2019      | Jim Johannson             | Spojené státy americké |
| 2020/2022 | Zoltán Kovács             | Maďarsko               |
| 2023      | Kimmo Leinonen            | Finsko                 |
| 2024      | Anatolii Brezvin          | Ukrajina               |
| 2025      | Jon Haukeland             | Norsko                 |